# Іркутський час
| USZ1 | Калінінградський час | MSK-1 (UTC+2)  | 20:27 |
| MSK  | Московський час      | MSK (UTC+3)    | 21:27 |
| SAMT | Самарський час       | MSK+1 (UTC+4)  | 22:27 |
| YEKT | Єкатеринбурзький час | MSK+2 (UTC+5)  | 23:27 |
| OMST | Омський час          | MSK+3 (UTC+7)  | 00:27 |
| KRAT | Красноярський час    | MSK+4 (UTC+7)  | 01:27 |
| IRKT | Іркутський час       | MSK+5 (UTC+8)  | 02:27 |
| YAKT | Якутський час        | MSK+6 (UTC+9)  | 03:27 |
| VLAT | Владивостоцький час  | MSK+7 (UTC+10) | 04:27 |
| MAGT | Магаданський час     | MSK+8 (UTC+11) | 05:27 |
| PETT | Камчатський час      | MSK+9 (UTC+12) | 06:27 |

Іркутський час (рос. Иркутское время, IRKT) — назва місцевого часу в адміністративно- територіальних одиницях РФ часового поясу, що відрізняється на +8 годин від UTC (UTC+8) і на +5 годин від московського часу (MSK+5).
Це офіційний час в Бурятії та Іркутської області.
Основні міста:
- Іркутськ
- Улан-Уде